# 貝爾林
貝爾林（西班牙語：Berlín），是薩爾瓦多的城鎮，位於該國東南部，由烏蘇盧坦省負責管轄，面積146.96平方公里，海拔高度1,020米，2007年人口17,787，人口密度每平方公里121.03人。